# Cygnus NG-15
Cygnus NG-15 var en flygning av en av företaget Northrop Grummans Cygnus rymdfarkoster till Internationella rymdstationen (ISS). Farkosten sköts upp med en Antares 230+ raket, från Wallops Flight Facility i Virginia, den 20 februari 2021.
Farkosten kallas S.S. Katherine Johnson och är uppkallad efter den avlidna amerikanska matematikern Katherine Johnson.
Målet med flygningen var att leverera material och förnödenheter till ISS.
Den 22 februari 2021 dockades farkosten med rymdstationen med hjälp av Canadarm2.
Farkosten lämnade rymdstationen den 29 juni 2021. Den brann som planerat upp i jordens atmosfär den 2 juli 2021.

### Fotnoter
1. ↑  ”NASA Space Science Data Coordinated Archive” (på engelska). NASA. https://nssdc.gsfc.nasa.gov/nmc/spacecraft/display.action?id=2021-013A. Läst 4 mars 2021.
2. 1 2  Mark Garcia (9 februari 2021). ”Two Cargo Ships Near Launch as Crew Conducts Space Research” (på engelska). NASA. https://blogs.nasa.gov/spacestation/2021/02/09/two-cargo-ships-near-launch-as-crew-conducts-space-research/. Läst 13 februari 2021.